# Derebaşı, İkizce
Derebaşı là một xã thuộc huyện İkizce, tỉnh Ordu, Thổ Nhĩ Kỳ. Dân số thời điểm năm 2010 là 164 người.